# Atletica leggera ai Giochi della XXXIII Olimpiade - 5000 metri piani maschili
Ai Giochi della XXXIII Olimpiade la competizione dei 5 000 metri piani maschili si è svolta nei giorni 7 e 10 agosto 2024 presso lo Stade de France di Parigi.

## Presenze ed assenze dei campioni in carica
| Competizione         | Atleta             | Prestazione | Parigi 2024  |
| -------------------- | ------------------ | ----------- | ------------ |
| Olimpiadi 2020       | Joshua Cheptegei   | 12'58”15    | Solo 10 mila |
| Africani 2022        | Hailemariyam Amare | 13'36”79    | Non selez.   |
| Commonwealth 2022    | Jacob Kiplimo      | 13'08”08    | Presente     |
| Giochi asiatici 2022 | Birhanu Balew      | 13'17”40    | Presente     |
| Mondiali 2023        | Jakob Ingebrigtsen | 13'11”30    | Presente     |
| Europei 2024         | Jakob Ingebrigtsen | 13'20”11    | Presente     |
| Mondiali junior 2022 | Addisu Yihune      | 14'03"05    | Presente     |

## La gara
Nella prima batteria il francese Hugo Hay (che arriverà settimo) si scontra con il britannico George Mills, che cadde a terra e coinvolge nella caduta altri tre atleti, rimasti invischiati nel gruppo. Dopo la gara, Mills si lamenta con Hay dell'incidente. I giudici riesaminano l'accaduto e decidono di qualificare alla finale tutti gli atleti che erano stati coinvolti: Dominic Lobalu (atleti rifugiati), Mike Foppen (Ned), e lo stesso Mills. Viene ripescato anche lo spagnolo Thierry Ndikumwenayo, che si era ritirato. La finale sarà quindi a 20 partecipenti (16+4). La batteria viene vinta dal norvegese Narve Gilje Nordås, seguito da vicino da Hagos Gebrhiwet (Eth).

Nella seconda accade un fatto curioso: un cameraman entra in pista, costringendo gli atleti a fare uno slalom per evitarlo. Anche questa gara viene vinta da un norvegese, Jakob Ingebrigtsen (campione mondiale ed europeo in carica), con l'etiope Biniam Mehary che arriva secondo.
Dopo la fine delle batterie la giuria d'appello esamina due ricorsi: 
1. della Federazione australiana, che lamenta il fatto che  nella prima batteria Stewart McSweyn (12mo all'arrivo) aveva inciampato sugli atleti che erano caduti, che gli avevano fatto perdere il ritmo di gara.
2. della Federazione francese, che contesta il fatto che Yann Schrub (11mo all'arrivo) fosse stato toccato da un altro concorrente, mentre perdeva l'equilibrio e cadeva. Il francese non era caduto, ma la sua condotta di gara era stata pregiudicata.

Entrambi i ricorsi vengono accolti, per cui il numero definitivo dei finalisti sale a 22.
La finale si disputa quattro giorni dopo quella dei 1500. In quella gara Jakob Ingebrigtsen aveva commesso l'errore di tenere alto il ritmo, facendo così da lepre per gli avversari, che poi l'avevano superato sul rettilineo finale lasciandolo fuori dal podio. Sui 5000 metri il norvegese cambia tattica: si posizione al centro del gruppo e lascia fare agli altri. Dominic Lobalu guida la gara per i primi 800 metri, poi sale in testa Thierry Ndikumwenayo. Dal secondo chilometro gli atleti etiopi prendono il comando del gruppo, finché, dopo i 4500 metri, Jakob Ingebrigtsen apre il gas e rimonta una ad una tutte le posizioni fino a mettersi alle spalle dell'uomo in testa, Hagos Gebrhiwet (Eth). A poco più di 200 metri dalla fine, Ingebrigtsen supera Hagos Gebrhiwet e s'invola solitario verso il traguardo. Ronald Kwemoi (Ken) e Grant Fisher superano l'etiope andando a cogliere l'argento e il bronzo.

### Tempi intermedi
| Distanza   | Tempo totale | Testa della corsa    | Tempo parziale |
| ---------- | ------------ | -------------------- | -------------- |
| 1000 metri | 2'49”7       | Thierry Ndikumwenayo | 2'49”7         |
| 2000 metri | 5'36”7       | Dominic Lobalu       | 2'47”0         |
| 3000 metri | 8'17”5       | Biniam Mehary        | 2'40”8         |
| 4000 metri | 10'52”0      | Addisu Yihune        | 2'34”5         |
| 5000 metri | 13'13”66     | Jakob Ingebrigtsen   | 2'21”7         |

## Risultati

### Batterie
Si qualificano alla finale i primi otto di ogni batteria (Q).

#### Batteria 1
| Pos. | Atleta               | Nazionalità               | Tempo    | Note |
| ---- | -------------------- | ------------------------- | -------- | ---- |
| 1    | Narve Gilje Nordås   | Norvegia                  | 14'08"16 | Q    |
| 2    | Hagos Gebrhiwet      | Etiopia                   | 14'08"18 | Q    |
| 3    | John Heymans         | Belgio                    | 14'08"33 | Q    |
| 4    | Jacob Krop           | Kenya                     | 14'08"73 | Q    |
| 5    | Edwin Kurgat         | Kenya                     | 14'08"76 | Q    |
| 6    | Graham Blanks        | Stati Uniti               | 14'09"06 | Q    |
| 7    | Hugo Hay             | Francia                   | 14'09"22 | Q    |
| 8    | Thomas Fafard        | Canada                    | 14'09"37 | Q    |
| 9    | Jimmy Gressier       | Francia                   | 14'09"95 |      |
| 10   | Egide Ntakarutimana  | Burundi                   | 14'11"29 |      |
| 11   | Abdi Waiss           | Gibuti                    | 14'11"88 |      |
| 12   | Stewart McSweyn      | Australia                 | 14'12"31 | qJ   |
| 13   | Patrick Dever        | Gran Bretagna             | 14'13"48 |      |
| 14   | Elzan Bibić          | Serbia                    | 14'14"46 |      |
| 15   | Dominic Lobalu       | Atleti Olimpici Rifugiati | 14'15"49 | qR   |
| 16   | Mohammed Ahmed       | Canada                    | 14'15"76 |      |
| 17   | Aron Kifle           | Eritrea                   | 14'16"77 |      |
| 18   | George Mills         | Gran Bretagna             | 14'37"08 | qR   |
| 19   | Mike Foppen          | Paesi Bassi               | 14'37"34 | qR   |
|      | Thierry Ndikumwenayo | Spagna                    | Rit.     | qR   |

#### Batteria 2
| Pos. | Atleta                 | Nazionalità   | Tempo    | Note |
| ---- | ---------------------- | ------------- | -------- | ---- |
| 1    | Jakob Ingebrigtsen     | Norvegia      | 13'51"59 | Q    |
| 2    | Biniam Mehary          | Etiopia       | 13'51"82 | Q    |
| 3    | Isaac Kimeli           | Belgio        | 13'52"18 | Q    |
| 4    | Grant Fisher           | Stati Uniti   | 13'52"44 | Q    |
| 5    | Oscar Chelimo          | Uganda        | 13'52"46 | Q    |
| 6    | Ronald Kwemoi          | Kenya         | 13'52"51 | Q    |
| 7    | Dawit Seare            | Eritrea       | 13'52"53 | Q    |
| 8    | Addisu Yihune          | Etiopia       | 13'52"62 | Q    |
| 9    | Morgan McDonald        | Australia     | 13'52"67 |      |
| 10   | Birhanu Balew          | Bahrein       | 13'53"11 |      |
| 11   | Yann Schrub            | Francia       | 13'53"27 | qJ   |
| 12   | Jonas Raess            | Svizzera      | 13'55"04 |      |
| 13   | Brian Fay              | Irlanda       | 13'55"35 |      |
| 14   | Santiago Catrofe       | Uruguay       | 13'56"40 |      |
| 15   | Mohamed Ismail Ibrahim | Gibuti        | 13'57"47 |      |
| 16   | Luis Grijalva          | Guatemala     | 13'58"81 |      |
| 17   | Benjamin Flanagan      | Canada        | 13'59"23 |      |
| 18   | Sam Atkin              | Gran Bretagna | 14'02"46 |      |
| 19   | Abdihamid Nur          | Stati Uniti   | 14'15"00 |      |

### Finale

Video della Finale (ultimi tre giri)

| Record mondiale      | Joshua Cheptegei | 12'35"36 | Monte-Carlo | 14 agosto 2020 |
| Record olimpico      | Kenenisa Bekele  | 12'57"82 | Pechino     | 23 agosto 2008 |
| Capolista stagionale | Hagos Gebrhiwet  | 12'36"73 | Oslo        | 30 maggio 2024 |

| Pos.    | Atleta               | Nazionalità               | Tempo    | Note                                     |
| ------- | -------------------- | ------------------------- | -------- | ---------------------------------------- |
| Oro     | Jakob Ingebrigtsen   | Norvegia                  | 13'13"66 | Miglior prestazione personale stagionale |
| Argento | Ronald Kwemoi        | Kenya                     | 13'15"04 |                                          |
| Bronzo  | Grant Fisher         | Stati Uniti               | 13'15"13 |                                          |
| 4       | Dominic Lobalu       | Atleti Olimpici Rifugiati | 13'15"27 |                                          |
| 5       | Hagos Gebrhiwet      | Etiopia                   | 13'15"32 |                                          |
| 6       | Biniam Mehary        | Etiopia                   | 13'15"99 |                                          |
| 7       | Edwin Kurgat         | Kenya                     | 13'17"18 |                                          |
| 8       | Isaac Kimeli         | Belgio                    | 13'18"10 |                                          |
| 9       | Graham Blanks        | Stati Uniti               | 13'18"67 |                                          |
| 10      | Jacob Krop           | Kenya                     | 13'18"68 | Miglior prestazione personale stagionale |
| 11      | John Heymans         | Belgio                    | 13'19"25 |                                          |
| 12      | Yann Schrub          | Francia                   | 13'20"63 |                                          |
| 13      | Mike Foppen          | Paesi Bassi               | 13'21"56 |                                          |
| 14      | Addisu Yihune        | Etiopia                   | 13'22"33 |                                          |
| 15      | Thierry Ndikumwenayo | Spagna                    | 13'24"07 |                                          |
| 16      | Hugo Hay             | Francia                   | 13'26"71 | Miglior prestazione personale stagionale |
| 17      | Narve Gilje Nordås   | Norvegia                  | 13'31"34 |                                          |
| 18      | Stewart McSweyn      | Australia                 | 13'31"38 |                                          |
| 19      | Dawit Seare          | Eritrea                   | 13'31"50 |                                          |
| 20      | Oscar Chelimo        | Uganda                    | 13'31"56 |                                          |
| 21      | George Mills         | Gran Bretagna             | 13'32"32 |                                          |
| 22      | Thomas Fafard        | Canada                    | 13'49"69 |                                          |